# Келли, Мартина
Мартина Келли (фр. Martine Kelly; 15 февраля 1945, Париж — 4 июня 2011, Париж) — французская актриса, певица и продюсер.

## Биография
Дебют в кино состоялся в комедии Большие каникулы 1967 года в компании с Луи де Фюнесом. Также снималась с ним в Замороженный и Человек-оркестр.
Играла Терезу в фильме История О 1975 года. В мюзикле 1976 года под названием Эмили или Русалочка 76 она поёт в красивом шоу, в котором ей аккомпанировал пианист Мишель Берже.
Также сыграла в нескольких пьесах прежде чем уйти из кино и стать продюсером в начале 90-х.
Была замужем за актёром Ришаром Ледюком.

## Фильмография

#### Актриса
- 1988 Синяя пирамида / Les pyramides bleues… The Woman in the Bar
- 1987 Вампир и заяц / Le vampire et le lapin… короткометражка
- 1983 Жизнь – это роман / La vie est un roman… Claudine Obertin
- 1978 Шейх Бадияр. История любви и мести (ТВ) / The Pirate… Marguerite
- 1978 La discorde (ТВ)… Miss Hopkins
- 1977 Дочь Америки / La fille d’Amérique… Terry
- 1976 Les mal partis… Madeleine
- 1975 История «О» / Histoire d’O… Therese
- 1975 Серьезный, как удовольствие / Sérieux comme le plaisir
- 1974 Miss O’Gynie et les hommes fleurs… Anne, Miss O’Gynie
- 1974 Марсельский контракт / The Marseille Contract… Janet
- 1972 La guerre des espions… Bastos
- 1972 Сумасшедшие на стадионе / Les fous du stade… Délice
- 1970 Дама в очках и с ружьем в автомобиле / The Lady in the Car with Glasses and a Gun… Kiki
- 1970 Человек-оркестр / L’homme orchestre… La danseuse qui se marie / Rejected dancer
- 1970 Танго (ТВ) / Tango… Aline
- 1969 Замороженный / Hibernatus… Sophie
- 1967 Мальчики и девочки / Des garçons et des filles… Gill
- 1967 Большие каникулы / Les grandes vacances… Shirley MacFarrell

#### Продюсер
- 1997 Одержимость / Obsession… исполнительный продюсер
- 1992 Орландо
- 1990 Страсть Ван Гога / La veillée